# Витвел (Тенеси)
Витвел (енгл. Whitwell) град је у америчкој савезној држави Тенеси.

## Демографија
По попису из 2010. године број становника је 1.699, што је 39 (2,3%) становника више него 2000. године.
| Група             | 2000.         | 2010.         |
| Белци             | 1.613 (97,2%) | 1.628 (95,8%) |
| Афроамериканци    | 36 (2,2%)     | 13 (0,8%)     |
| Азијати           | 0 (0,0%)      | 2 (0,1%)      |
| Хиспаноамериканци | 10 (0,6%)     | 35 (2,1%)     |
| Укупно            | 1.660         | 1.699         |